# Нырков (село)
Нырков (укр. Нирків) — село в Толстенской поселковой общине Чортковского района Тернопольской области Украины.
До 2020 года входило в Залещицкий район.
Код КОАТУУ — 6122086601. Население по переписи 2001 года составляло 1013 человек.

## Географическое положение
Село Нырков находится на левом берегу реки Джурин,
выше по течению на расстоянии в 4,5 км расположено село Подолье,
ниже по течению на расстоянии в 0,5 км расположено село Нагоряны.

## История
- 1714 год — дата основания.

## Объекты социальной сферы
- Школа I—IІI ст.
- Детский сад.
- Дом культуры.
- Амбулатория.

## Достопримечательности
- Рядом с селом находятся развалины древнего города-крепости Червоноград. Впервые Червоноград упоминается в хрониках как Castrum rubrum (Красный замок) в IX веке. До XIII века в Червонограде существовал замок (скорее всего деревянный), упоминаемый как предмет споров между князьями Киевской Руси. В 1240 году Червоноград, как и прочие города Подола подвергся татаро-монгольскому нашествию. В 1313 Подолье захватывает литовский князь Ольгерд, и весь край переходит к братьям Корятовичам. Литовцы укрепляют замок, а в 1331 году в городе заложен монастырь доминиканцев. В 1340 Казимир Великий завоевал город. В 1434 году Червоноград получает статус королевского города, а в 1448 году — магдебургское право. В этот период в городе развиваются торговля и ремёсла, в город возвращаются доминиканцы. В начале XVII века Даниловичи, владевшие окрестными землями, возводят на месте деревянной крепости укреплённый валами замок. В 1615 году рядом с замком возводится костёл, построенный на средства четы Лисецких. В 1621—1672 годах Червоноград вместе с окрестными землями находился под властью Османской империи. Город пришёл в упадок, и к моменту окончания османской оккупации Червоноград представлял собой лишь небольшой посёлок.

До первого раздела Польши в 1772 году Червоноградский замок был центром Червоногродского повета — одного из трёх поветов Подольского воеводства. После раздела Польши года город отошёл к Австрии, утратил значение, и стал относиться к Залещицкому повету Тернопольского воеводства. 

В 1778 году Червоноград переходит во владение князя Кароля Понинского, который покупает его у правительства Австрии. В 1820 году Понинский возводит роскошный замок-дворец по проекту архитектора Юлиана Захаровича на остатках полуразрушенного замка. Сын Кароля Понинского, Калист Понинский продолжает постройку дворца, в том числе перестраивает уцелевшие замковые башни, при этом остатки старого замка разбираются до основания. Вокруг нового замка-дворца разбивается парк в итальянском стиле, украшенный фонтанами и клумбами.

В 1835 году для семейной усыпальницы Понинских Гелена Понинская заказывает скульптуру у знаменитого скульптора Бертеля Торвальдсена в знак памяти о погибших детях. Спустя семь лет, в 1842 году мастер оканчивает работу. В настоящее время скульптура хранится в Львовской картинной галерее. В 1846 году Гелена Понинская открывает в Червонограде монастырь сестёр Милосердия, которые занимались воспитанием сирот и опекали больных. В начале 1940-х годов в Червонограде проживало около 500 человек. 2-3 февраля 1945 года бойцы ОУН-УПА вступили в бой с польскими отрядами самообороны, находившимися в городе. В результате боя погибло более 50 поляков, замок получил существенные повреждения. После войны город не восстанавливался и исчез с географических карт.
Во второй половине XX века по приказанию главы колхоза села Ныркив, расположенного вблизи руин Червонограда, дворец был частично разобран на стройматериалы для постройки свинофермы. В 1970-х годах вблизи руин Червонограда был построен детский лагерь «Ромашка». В 2003 году неподалёку началось строительство монастыря, принадлежащего Украинской автокефальной православной церкви.
- Братская могила советских воинов.